# 原穴
原穴（げんけつ）とは、五臓六腑の病気に応じて反応が出るところある。陰経では五行穴の兪土穴と同じ経穴であるため、兪土原穴とも呼れる。

## 原穴の一覧
- 手陰経
  - 肺経：太淵
  - 心経：神門
  - 心包経：大陵
- 足陰経
  - 脾経：太白
  - 腎経：太谿
  - 肝経：太衝
- 手陽経
  - 大腸経：合谷
  - 小腸経：腕骨
  - 三焦経：陽池
- 足陽経
  - 胃経：衝陽
  - 膀胱経：京骨
  - 胆経：丘墟